# Église Saint-Riquier de Sorrus
L'église Saint-Riquier (picard : église Saint-Ritchier) est située dans le village de Sorrus, dans le département du Pas-de-Calais.

## Historique
L’église a été construite au XVIe siècle en remplacement de la précédente incendiée en 1554. À la Révolution française, l'église fut utilisée comme dépôt de salpêtre, puis comme salle de réunion. Le portail et la tour-clocher ont été reconstruits en 1869 par l’architecte hesdinois Clovis Normand. La toiture de l'église a été rénovée au milieu des années 1970.

## Caractéristiques
L’édifice est construit en craie sur un plan basilical traditionnel avec une nef précédée d’une tour-porche surmontée d’une flèche recouverte d'ardoises et un chœur au chevet à trois pans. La sacristie et les contreforts ont été bâtis en brique. 
La cloche en bronze date de 1783, elle porte les armoiries des Framery, des Mython et Dresclure. Elle est classée Monument historique depuis le 20 septembre 1943.
Sur le mur nord de la nef, un bas-relief de 1531 représente la Mise au Tombeau, les donateurs et leur patron. Ce bas-relief en pierre blanche est protégé au titre des Monuments historiques depuis le 27 décembre 1907. On y reconnaît de gauche à droite saint Jean l’Évangéliste soutenant la Vierge Marie, le donateur agenouillé et son patron, Joseph d’Arimathie et Nicodème tenant le Saint Suaire. Le corps d’Adam est étendu au-dessous du sépulcre selon la tradition qui veut que le Calvaire soit le lieu d’inhumation du premier homme. Derrière le tombeau sont alignés les apôtres. La donatrice est agenouillée plus loin face à son époux avec sa patronne.
L’église conserve également quelques témoignages du culte à saint Riquier : statue, vitrail et tableau votif offerts par Monsieur de Lhomel en souvenir de la première communion de sa fille en 1862.
Notre-Dame de Santé est représentée sur un vitrail du chœur. Cette dévotion tirerait son origine d'une guérison accordée à un habitant de Sorrus par l'intercession de Notre-Dame de Grâce de Montreuil.

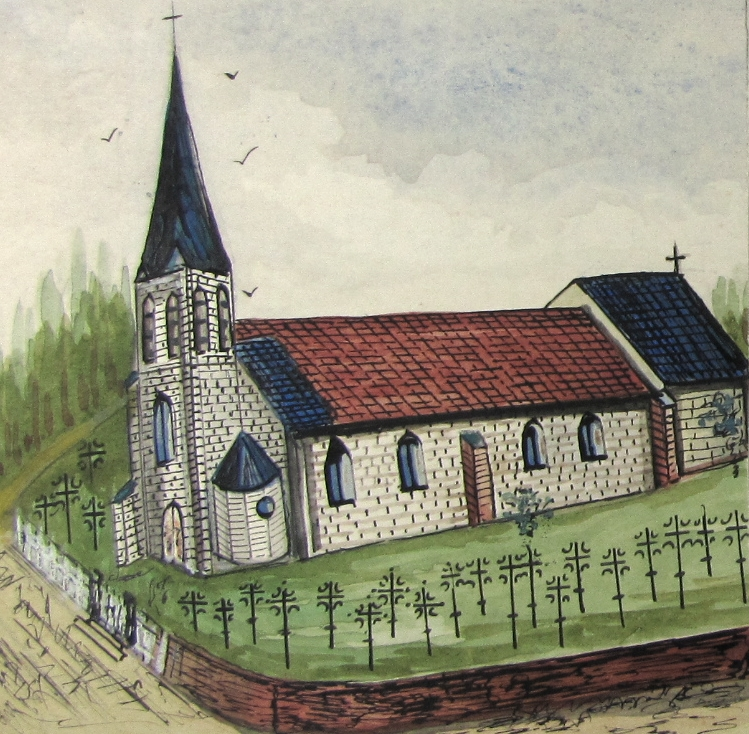
Représentation en 1879.
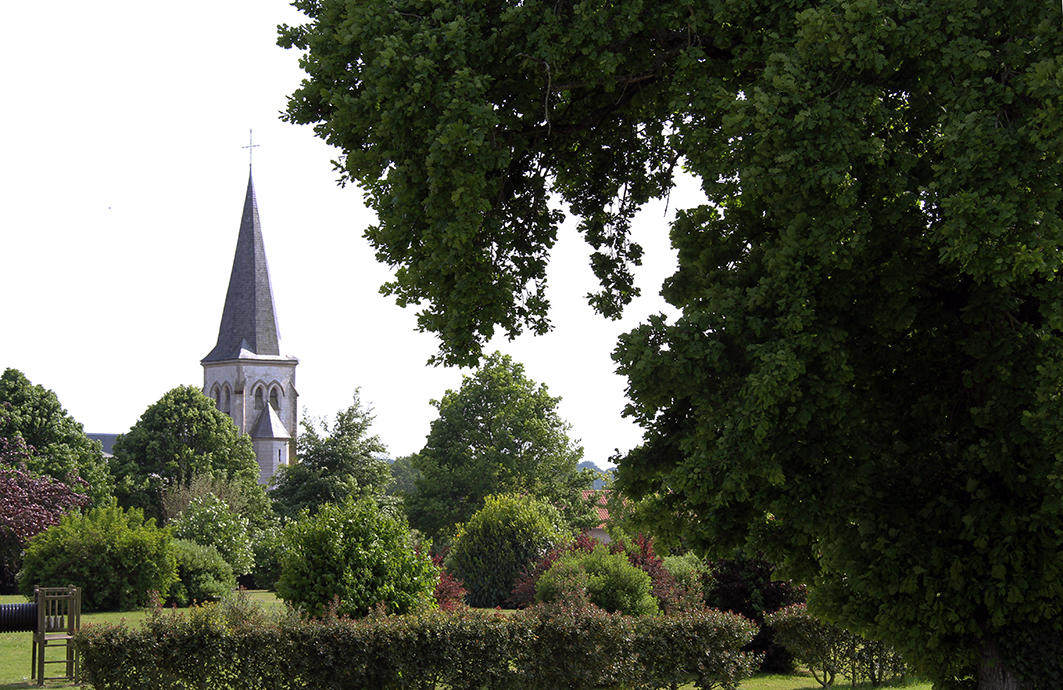
Dans la végétation.

## Articles Connexes
- Riquier de Centule
- Église Saint-Riquier